# Karl Groenen
Karl Groenen (* 1. Februar 1939 in Mellrichstadt; † 5. Mai 2025) war ein deutscher Landwirt und Politiker (CSU).

## Leben
Groenen besuchte die Volksschule und die landwirtschaftliche Berufsschule und bildete sich an einer landwirtschaftlichen Fachschule weiter. Nach einer Fremdlehre in Windsbach legte er die landwirtschaftliche Gehilfenprüfung und die Meisterprüfung erfolgreich ab. 1970 übernahm er den landwirtschaftlichen Betrieb seiner Eltern. Er gehörte von 1962 bis 1966 dem Bezirksvorstand der Bayerischen Jungbauernschaft in Unterfranken an und war danach Kreisobmann des BBV-Kreisverbandes Mellrichstadt und Vorsitzender der Molkereigenossenschaft Mellrichstadt. 1979 wurde er Präsident des BBV im Bezirksverband Unterfranken. Ferner gehörte er dem Aufsichtsrat des bayerischen Raiffeisenverbandes und dem Vorstand der Sozialversicherungsträger Unterfranken an und war Laienrichter beim Landwirtschaftsgericht Schweinfurt. 1990 wurde er Vorsitzender des Fleischprüfrings Bayern und Präsident der Europäischen Wirtschaftlichen Interessenvereinigung Euro-Bio-Diesel.
Politisch war Groenen ab 1966 aktiv, als er erstmals in den Stadtrat von Mellrichstadt gewählt wurde. Von der Gründung 1972 bis 1996 gehörte er dem Kreistag des Landkreises Rhön-Grabfeld an. Von 1979 bis zur Auflösung 1999 gehörte er außerdem dem Bayerischen Senat an. 2011 wurde er zum Ehrenmitglied des CSU-Stadtverbands Mellrichstadt gewählt.

## Familie
Karl Groenen war verheiratet und hatte zwei Kinder sowie zwei Enkelkinder.